# Pilizetes subglaber
Pilizetes subglaber är en kvalsterart som beskrevs av Balogh 1962. Pilizetes subglaber ingår i släktet Pilizetes och familjen Galumnidae. Inga underarter finns listade i Catalogue of Life.